# (2048) Dwornik
(2048) Dwornik (1973 QA) – planetoida z grupy pasa głównego asteroid okrążająca Słońce w ciągu 2,73 lat w średniej odległości 1,95 au. Odkryta 27 sierpnia 1973 roku.